# Huis Kinlaza
De Kinlaza waren leden van de Nlaza-Kanda, ook bekend als het Huis Kinlaza of de Kinlaza-dynastie, een van de regerende huizen van het koninkrijk Kongo in de 17e eeuw. Ze vormden een van de belangrijkste facties tijdens de Kongolese Burgeroorlog, samen met de Kimpanzu- en Kinkanga a Mvika-kanda's.

## Etymologie
In het KiKongo, de taal van het koninkrijk Kongo, is de naam van de kanda Nlaza. De klasse ki-/-i vorm, die vaak verwijst naar het behoren tot een bepaalde categorie (en dus bijvoorbeeld ook dorpsnamen omvat), is Kinlaza. Daarom kan de Portugese benaming van de factie als het huis Kinlaza" worden begrepen als het "huis Nlaza".

## Oorsprong
De exacte genealogische oorsprong van de Kinlaza-lijn is onduidelijk. In het begin van de 20e eeuw betekende het hebben van een "Nlaza-vader" niet per se biologische afstamming, maar eerder dat men lid was van de Kinlaza-Kanda. Om deze reden herinnerden overleveringen zich dat Lukeni lua Nsanze de zus was van Mpuku a Nsuku. Deze vrouw is waarschijnlijk een directe verwant van Anna, de dochter van Afonso I, en vormt mogelijk de werkelijke stammoeder van de Kinlaza's die over Mbata zouden regeren, hoewel bronnen hierover verschillen. Wat wel zeker is, is dat ze afstammen van de lijn van Afonso I en Álvaro III.
Hun oorsprong ligt in een splitsing van de Kongolese koninklijke familie in drie afzonderlijke takken, minstens al in de jaren 1620. De Kongolese adel erfde afstamming via beide ouderlijke lijnen, en binnen de afstammelingen van koning Afonso I ontstonden snel verdeeldheden. Uit de lijn van Álvaro III kwam de Kimpanzu-familie voort, uit Pedro II de Kinkanga-lijn en, belangrijk, uit Afonso I’s dochter Anna kwam de Kinlaza-Kanda, die nauw verwant was aan de Kimpanzu, maar afstamde van een andere tussenliggende familietak.

## Rol vóór de burgeroorlog
De rol van de Kinlaza in de burgeroorlog begon met Garcia II. De Kimpanzu-koning Álvaro IV gaf Garcia en zijn broer, eveneens genaamd Álvaro, controle over de gebieden Mbamba en Kiova in ruil voor hun bekwaamheid in het neerslaan van een opstand. Álvaro van de Kinlaza zou later Álvaro V afzetten en zelf regeren als Álvaro VI, waarna hij in 1641 werd opgevolgd door zijn broer Garcia II.
Garcia II begon een campagne van consolidatie en politieke controle door de Kinkanga- en Kimpanzu-Kanda's te verpletteren. De opkomende Kongolese kerk, die grotendeels uit buitenlanders bestond, bleef niet buiten de dynastieke strijd. De Kinlaza’s schaarden zich vooral achter de Kapucijnen, terwijl de Kimpanzu meer verbonden waren met de Jezuïeten.
Garcia II werd opgevolgd door zijn zoon, António I, die zijn vijanden nog meedogenlozer vervolgde dan zijn vader. In een poging om verwachte Portugese invloed in te perken, viel hij de Ndembu-regio binnen, wat leidde tot een oorlog met de Angolese kolonisten daar. Dit escaleerde in een burgeroorlog met hun verwante takken, de Kimpanzu en Kinkanga. Deze splitsing bleef een belangrijk historisch gegeven, zelfs de koningslijst van 1758 vermeldde deze driedeling nog steeds. De herinnering hieraan bleef voortleven in de overlevering van de overlevende families, met name de Kinkanga, in het gezegde: “Kinlaza, Kimpanzu, Kinkanga: drie stenen waarop Kongo kookte.”

## Strijd om de troon met Kimpanzu
Deze harde onderdrukking had als neveneffect dat er een groot aantal slaven werd geproduceerd. Ze werden voornamelijk verhandeld via de havens van Sonyo. Omdat de Portugese scheepvaart zich steeds meer op Angola richtte, waren er in Soyo vaak meer slaven dan er op een gegeven moment verkocht konden worden. Dit dwong velen ertoe zich met landbouw bezig te houden om in hun levensonderhoud te voorzien. Tegen 1645 was Soyo uitgegroeid tot een grote en welvarende stad, die kon wedijveren met de Kongolese hoofdstad.
Soyo begon zich te verzetten tegen de centralisatie-inspanningen van de Kinlaza en kreeg hierbij steun van de Nederlanders, zowel in wapens als strategische hulp. Dit leidde tot een langdurige oorlog van vijfentwintig jaar tussen Soyo en Kongo. De strijd weerspiegelde ook de religieuze tegenstellingen: Soyo kreeg steeds meer protestantse invloeden, terwijl Kongo standvastig katholiek bleef.
Het verzet van Soyo had verstrekkende gevolgen voor de stabiliteit van het koninkrijk. Door hun agressieve machtspolitiek hadden de Kinlaza veel vijanden gemaakt. Bovendien bestond er een sterke band tussen de adel van beide landen door onderlinge huwelijken, waardoor Soyo een toevluchtsoord werd voor edelen die in ongenade waren gevallen. Dit ondermijnde de macht van de Kinlaza-dynastie, omdat verslagen families zich niet langer hoefden te verzoenen met de heersers in São Salvador, maar zich in Soyo konden hergroeperen en rebellies konden plannen.
Na de troonsbestijging van António I, na de dood van zijn vader, slaagde hij er niet in om een goede relatie met de Portugezen te behouden zoals zijn voorganger dat had gedaan. Dit leidde ertoe dat de Angolezen zich aansloten bij de Kimpanzu in Soyo en een succesvolle en verwoestende aanval op de hoofdstad São Salvador uitvoerden. António werd uiteindelijk zelf gedood op het slagveld, wat een nog grotere crisis ontketende. De nederlaag was een ramp en een vernedering voor Kongo, dat niet alleen zijn koning verloor, maar ook vele edelen. De Portugezen namen de koninklijke regalia als triomftocht mee naar Lissabon, maar waren verder niet strenger in hun controle over de regio dan voorheen. Soyo en de Kimpanzu-Kanda, daarentegen, profiteerden van de zwakte en chaos in Kongo en namen nu het offensief.

## Achteruitgang na de Burgeroorlog
De burgeroorlog tussen de Kinlaza en Kimpanzu, die door deze factoren werd verergerd, zou nog dertig jaar voortduren. Uiteindelijk bracht Pedro IV, die afstamde van zowel de Kinlaza als de Kimpanzu, een fragiele vrede tot stand door aan het begin van de 18e eeuw een officiële rotatie van de troon tussen de twee families in te voeren.
De noordelijke tak van de Kinlaza, opgericht door João II in Mbula (of Lemba), maakte aanspraak op de troon. In de jaren 1710 wist de tak van deze familie die Pedro IV steunde en zich verzette tegen João's zus Elena uiteindelijk de macht te grijpen, met de troonsbestijging van Garcia IV in 1743. De zuidelijke tak, onder leiding van Ana Afonso de Leão, wist de macht niet lang vast te houden. Hun machtsbasis lag voornamelijk in Nkondo (Mucondo). Door de afnemende stabiliteit van het koninkrijk kozen veel buitengebieden voor onafhankelijkheid, omdat het centrale bestuur steeds minder effectief werd.
Een van deze provincies was Wandu, geregeerd door een andere tak van de Kinlaza-familie. In 1764 voerde koningin Violante van Wandu een invasie uit in Kongo en verdreef tijdelijk koning Álvaro IX, eveneens een Kinlaza. Álvaro had een einde gemaakt aan de afwisselende troonopvolging door "Pedro V" van de Kimpanzu af te zetten. In 1779 kwamen de zuidelijke Kinlaza’s aan de macht met de troonsbestijging van José I, die regeerde tot zijn broer Afonso V hem opvolgde in 1785. Na Afonso’s dood in 1787 raakten de zuidelijke Kinlaza’s echter buitenspel.
De officiële koning Pedro V (1856–1885) (niet te verwarren met Pedro V van de Kimpanzu) had mogelijk banden met de zuidelijke Kinlaza’s in de 19e eeuw, aangezien zijn machtsbasis in Mbembe dicht bij de gebieden van Nkondo lag. Er is echter geen duidelijke connectie vastgesteld. Na deze periode versnelde het verval van het Koninkrijk Kongo, en daarmee ook dat van de Kinlaza-Kanda. Het koninkrijk bleef bestaan, zelfs na de Koloniale Conferentie van Berlijn, maar werd uiteindelijk in 1914 door de Portugese regering ontbonden.